# Úrvalsdeild (1999)
Sezon 1999 był 88. sezonem o mistrzostwo Islandii. Drużyna ÍB Vestmannaeyja nie obroniła tytułu mistrzowskiego, zdobył go natomiast zespół KR, zdobywając czterdzieści pięć punktów w osiemnastu meczach. Po sezonie spadły zespoły Valur i Víkingur Reykjavík.

## Drużyny
Po sezonie 1998 z ligi spadły zespoły Þróttur Reykjavík i ÍR, z 1. deild awansowały natomiast drużyny Breiðablik i Víkingur Reykjavík.
| Uczestnicy poprzedniej edycji                                                                                 | Uczestnicy poprzedniej edycji | Uczestnicy poprzedniej edycji | Uczestnicy poprzedniej edycji |
| --- | ----------------------------- | ----------------------------- | ----------------------------- |
| ÍBV | ÍB Vestmannaeyja              | 1                             |                               |
| KRE | KR                            | 2                             |                               |
| ÍA | Akraness                      | 3                             |                               |
| ÍBK | Keflavík                      | 4                             |                               |
| LEI | Leiftur                       | 5                             |                               |
| FRA | Fram                          | 6                             |                               |
| GRI | Grindavík                     | 7                             |                               |
| VAL | Valur                         | 8                             |                               |
| Awans z 1. deild                                                                                              |                               |                               |                               |
| BRE | Breiðablik                    | 1                             |                               |
| VÍR | Víkingur Reykjavík            | 2                             |                               |
| Oznaczenia: - kolumna pierwsza – skróty nazw drużyn, - kolumna trzecia – miejsce zajęte w poprzednim sezonie. |                               |                               |                               |

## Tabela
| Lp. | Drużyna            | M  | Z  | R | P  | Bramki | Bramki | Różn. | Pkt | Uwagi                                       |
| --- | ------------------ | -- | -- | - | -- | ------ | ------ | ----- | --- | ------------------------------------------- |
| 1   | KR                 | 18 | 14 | 3 | 1  | 43     | 13     | +30   | 45  | Liga Mistrzów UEFA • I runda kwalifikacyjna |
| 2   | ÍB Vestmannaeyja   | 18 | 11 | 5 | 2  | 31     | 14     | +17   | 38  | Puchar UEFA • Runda kwalifikacyjna          |
| 3   | Leiftur            | 18 | 6  | 8 | 4  | 22     | 26     | −4    | 26  | Puchar Intertoto • I runda                  |
| 4   | Akraness           | 18 | 6  | 6 | 6  | 21     | 21     | 0     | 24  | Puchar UEFA • Runda kwalifikacyjna1         |
| 5   | Breiðablik         | 18 | 5  | 6 | 7  | 22     | 24     | −2    | 21  |                                             |
| 6   | Grindavík          | 18 | 5  | 4 | 9  | 25     | 29     | −4    | 19  |                                             |
| 7   | Fram               | 18 | 4  | 7 | 7  | 23     | 27     | −4    | 19  |                                             |
| 8   | Keflavík           | 18 | 5  | 4 | 9  | 28     | 34     | −6    | 19  |                                             |
| 9   | Valur              | 18 | 4  | 6 | 8  | 28     | 38     | −10   | 18  | Spadek do 1. deild                          |
| 10  | Víkingur Reykjavík | 18 | 3  | 5 | 10 | 21     | 38     | −17   | 14  | Spadek do 1. deild                          |

## Wyniki
| Gospodarz \ Gość   | ÍA  | BRE | FRA | GRI | KRE | ÍBK | LEI | VAL | ÍBV | VÍR |
| Akraness           |     | 2:3 | 1:0 | 1:0 | 0:2 | 2:2 | 0:0 | 0:1 | 1:1 | 1:1 |
| Breiðablik         | 1:3 |     | 1:1 | 4:1 | 0:3 | 2:1 | 0:0 | 2:0 | 1:0 | 1:1 |
| Fram               | 0:0 | 2:2 |     | 1:3 | 0:2 | 2:0 | 2:0 | 2:2 | 0:2 | 3:2 |
| Grindavík          | 2:2 | 1:0 | 1:1 |     | 1:3 | 2:0 | 0:1 | 3:1 | 1:2 | 2:2 |
| KR                 | 1:0 | 0:0 | 3:1 | 2:1 |     | 3:2 | 1:1 | 5:1 | 3:0 | 4:1 |
| Keflavík           | 2:0 | 2:1 | 2:1 | 2:3 | 1:3 |     | 2:2 | 4:4 | 1:1 | 3:2 |
| Leiftur            | 1:4 | 2:2 | 3:3 | 2:1 | 1:1 | 1:0 |     | 0:0 | 0:3 | 1:0 |
| Valur              | 1:2 | 2:1 | 2:1 | 2:1 | 1:2 | 2:3 | 2:4 |     | 0:0 | 1:1 |
| ÍB Vestmannaeyja   | 2:0 | 2:1 | 1:1 | 2:1 | 2:1 | 1:0 | 5:0 | 2:2 |     | 3:0 |
| Víkingur Reykjavík | 1:2 | 1:0 | 0:2 | 1:1 | 0:4 | 2:1 | 0:3 | 5:4 | 1:2 |     |

Źródło:  (ang.)
Objaśnienia:
1Drużyna gospodarzy jest wymieniona po lewej stronie tabeli.
Kolory: zielony – zwycięstwo gospodarzy, żółty – remis, różowy – zwycięstwo gości.

## Najlepsi strzelcy
| Bramki | Strzelcy                | Drużyna          |
| ------ | ----------------------- | ---------------- |
| 12     | Steingrímur Jóhannesson | ÍB Vestmannaeyja |
| 11     | Bjarki Gunnlaugsson     | KR               |
| 10     | Grétar Hjartarson       | Grindavík        |
| 10     | Kristján Brooks         | Keflavík         |
| 9      | Guðmundur Benediktsson  | KR               |
| 9      | Sigurbjörn Hreiðarsson  | Valur            |
| 8      | Alexandre Santos        | Leiftur          |
| 8      | Uni Arge                | Leiftur          |
| 6      | 2 zawodników            | 2 zawodników     |
| 5      | 6 zawodników            | 6 zawodników     |